# Europese weg 761
De Europese Weg 761 of E761 is een Europese weg die loopt van Bihać in Bosnië en Herzegovina naar Zaječar in Servië.

## Algemeen
De Europese weg 761 is een Klasse B-verbindingsweg en verbindt het Bosnische Bihać met het Servische Zaječar en komt hiermee op een afstand van ongeveer 740 kilometer. De route is door de UNECE als volgt vastgelegd: Bihać - Jajce - Donji Vakuf - Zenica - Sarajevo - Užice - Čačak - Kraljevo - Kruševac - Pojate - Paraćin - Zaječar. De weg loopt mee over de Servische autosnelweg A5.